# Paraspadella pimukatharos
Paraspadella pimukatharos är en djurart som tillhör fylumet pilmaskar, och som först beskrevs av Alvarino 1987.  Paraspadella pimukatharos ingår i släktet Paraspadella och familjen Spadellidae. Inga underarter finns listade i Catalogue of Life.